# Ористано
За провинцията вижте Ористано (провинция).
Ориста̀но (на италиански: Oristano; на сардински: Aristanis, Аристанис, на испански: Oristán, Ористан) е град и община в Италия, административен център на провинция Ористано, на остров и автономен регион Сардиния. Разположен е на 5 m надморска височина. Населението на града е 32 015 души (към 31 декември 2010 г.).